# 美作国の式内社一覧
美作国の式内社一覧（みまさかのくにのしきないしゃいちらん）は、『延喜式』第9巻・第10巻「神名帳上下」（延喜式神名帳）に記載のある神社、いわゆる「式内社」およびその論社のうち、美作国に分類されている神社の一覧。
また『延喜式』神名帳の編纂当時に存在したが同帳に記載の無い神社、いわゆる「式外社」についても付記する。

## 式内社
『延喜式』神名帳では、大社1座1社（名神大社）・小社10座9社の計11座10社を記載。
1）「神名帳」列は、『延喜式 上巻』（大岡山書店、昭和4年、国立国会図書館デジタルコレクション）等における『延喜式』神名帳の記載を基に作成。社名表記は神社史料集成（5を参照）における字体（異体字がある場合には新字体・通用性の高い字体を使用）を基準とした。読みの「-」部分は、「神社」以外で仮名が振られていない部分。「○座」は座数を表し、一座の場合は記載していない。

2）格の「名神大」は名神大社を、「大」は式内大社（名神大社除く）を、「小」は式内小社を意味する。付記は社名とともに記されているもので、一部は「式内社#式内社の社格」を参照。

3）比定社が複数ある場合、最も有力なものを無冠で示し、他の論社には「（論）」を冠した。

4）本来の式内社とは認めがたいものの、式内社を合祀したなどその後継を主張するもの、その他参考の神社には「（参）」を冠した。

| 神名帳                     | 神名帳                   | 神名帳 | 神名帳         | 比定社               | 比定社           | 比定社     | 集成 |
| 社名                       | 読み                     | 格     | 付記           | 社名                 | 所在地           | 備考       | 集成 |
| -------------------------- | ------------------------ | ------ | -------------- | -------------------- | ---------------- | ---------- | ---- |
| 大庭郡 8座（並小）         |                          |        |                |                      |                  |            |      |
| 佐波良神社                 | サハラノ                 | 小     |                |                      |                  |            |      |
| 形部神社                   | カタヘノ                 | 小     |                |                      |                  |            |      |
| 壱粟神社 二座              | イチアハノ               | 小     |                |                      |                  |            |      |
| 横見神社                   | ヨコミノ                 | 小     |                |                      |                  |            |      |
| 久刀神社                   | クトノ                   | 小     |                |                      |                  |            |      |
| 兎上神社                   | ウサカミノ ウナカミ      | 小     |                |                      |                  |            |      |
| 長田神社                   | ナカタノ                 | 小     |                |                      |                  |            |      |
| 苫東郡 2座（大1座・小1座） |                          |        |                |                      |                  |            |      |
| 高野神社                   | カクヤノ タカノ          | 小     |                | （論）高野神社       | 岡山県津山市二宮 | 美作国二宮 |      |
| 高野神社                   | カクヤノ タカノ          | 小     | （論）高野神社 | 岡山県津山市高野本郷 |                  |            |      |
| 中山神社                   | チウサンノ ナカヤマ      | 名神大 |                | 中山神社             | 岡山県津山市一宮 | 美作国一宮 |      |
| 英多郡 1座（小）           |                          |        |                |                      |                  |            |      |
| 天石門別神社               | アメイハトワケノ アマノ- | 小     |                | 天石門別神社         | 岡山県美作市滝宮 | 美作国三宮 |      |

## 式外社
『延喜式』神名帳の編纂当時に存在したが、同帳に記載の無い神社。
| 文献     | 文献                                       | 比定社     | 比定社                 | 比定社 | 集成 |
| 神名     | 記事                                       | 社名       | 所在地                 | 備考   | 集成 |
| -------- | ------------------------------------------ | ---------- | ---------------------- | ------ | ---- |
| 奈癸神   | 『日本三代実録』貞観5年（863年）5月28日条  | 諾神社     | 岡山県勝田郡奈義町成松 |        |      |
| 大佐々神 | 『日本三代実録』貞観5年（863年）5月28日条  | 大佐々神社 | 岡山県津山市大篠       |        |      |
| 田神     | 『日本三代実録』貞観6年（864年）8月15日条  | 田神社     | 岡山県津山市下田邑     |        |      |
| 加佐美神 | 『日本三代実録』貞観6年（864年）8月15日条  | 久見神社   | 岡山県真庭市久見       |        |      |
| 御鴨神   | 『日本三代実録』貞観17年（875年）2月29日条 | 御鴨神社   | 岡山県真庭郡新庄村浦手 |        |      |